# Harry Dickason
Harold Harry Dickason (16. april 1890 – 21. januar 1962) var en britisk sportsudøver som deltog under de olympiske lege 1912 i Stockholm.
Dickason vandt en bronzemedalje i gymnastik under OL 1912 i Stockholm. Han var med på det britiske hold som kom på en tredjeplads i holdkonkurrencen i multikamp efter Italien og Ungarn. Der var mellem 16 og 40 deltagere på hvert hold. Der var fem hold fra fem lande der deltog i konkurrencen, som blev afholdt på Stockholms Stadion.